# Marianka (Piaszczyce)
Marianka – część wsi Piaszczyce w Polsce, położona w województwie łódzkim, w powiecie radomszczańskim, w gminie Gomunice.
W latach 1975–1998 Marianka należała administracyjnie do województwa piotrkowskiego.